# 이와이정 (돗토리현)
이와이정(岩井町)은 돗토리현 이와미군에 있던 정이다. 현재의 이와미정에 해당한다. 1896년 3월 31일까지 이와이군에 속해있었다.

## 역사
- 1889년 4월 1일 - 정촌제 시행에 의해 오미군 이와이촌이 성립하였다.
- 1896년 4월 1일 - 호미군, 이와이군, 오미군의 구역을 가지고 이와미군이 성립하여, 이와미군 이와이촌이 되었다.
- 1927년 6월 10일 - 정으로 승격해 이와이정이 되었다.
- 1953년 7월 1일 - 다지리촌, 히가시촌, 우라토미정, 가모촌, 오다촌, 혼조촌, 오이촌, 아지로촌과 합병해 이와미정이 성립하여, 동일 이와정은 폐지되었다.

## 교통

### 도로
- 국도 제9호선